# Бяла Вода (Бургаська область)
Бя́ла Вода́ (болг. Бяла вода) — село в Бургаській області Болгарії. Входить до складу громади Малко-Тирново.

## Населення
За даними перепису населення 2011 року у селі проживали 38 осіб.
Розподіл населення за віком у 2011 році:
Динаміка населення: